# Alkmeonidzi
Alkmeonidzi, gr. Ἀλκμαιωνίδαι (Alkmaionidai, Alkmeonidai) – ród arystokratyczny ze starożytnych Aten.
Zaliczany do jednego z najpotężniejszych, odgrywał istotną rolę w życiu polis między VII a V wiekiem. Jednak w oczach współobywateli ciążyła na nim klątwa, skutek krzywoprzysięstwa i świętokradztwa, jakiego dopuścił się Megakles, przedstawiciel tego rodu podczas tłumienia zamachu stanu Kylona (632). W końcu VII stulecia Alkmeonidzi zostali za to wygnani, lecz w bliżej nieznanych okolicznościach powrócili do Aten. Podczas tyranii Pizystratydów czasowo z nimi współpracowali, lecz za wystąpienia przeciw ich władzy musieli ponownie opuścić polis. Pozostając na wygnaniu, podejmowali wysiłki w celu obalenia tyranii i prawdopodobnie przyczynili, skłaniając Spartę do interwencji, do pozbawienia władzy Hippiasza.
Przywódcą Alkmeonidów w końcu VI wieku był Klejstenes, z którego reformami wiązane są początki demokracji w Atenach. Spokrewnionymi z tym rodem byli także wybitni politycy V stulecia, Perykles i Alkibiades.

## Pochodzenie i pozycja
Protoplastą rodu miał być Alkmeon, wnuk lub prawnuk Nestora, jeden z Neleidów, którzy zostali wygnani z Mesenii przez Dorów i osiedlili się w Attyce. Jednak według Herodota Alkmeonidzi wywodzili się nie od przybysza, lecz spośród miejscowej ludności. W rzeczywistości nazwa tego rodu, podobnie jak wielu pozostałych z Aten i innych poleis, została utworzona od imienia stosunkowo nieodległego w czasie przodka.
Zaliczany do grona rodów ateńskich eupatrydów, odgrywał ważną rolę w życiu politycznym VII–V wieku. Jeden spośród Alkmeonidów jako ostatni archont piastował swój urząd dożywotnio (ok. 754). Siedzibą rodu było Alopeke, dowody epigraficzne wskazują także na to, że należały do niego posiadłości w rejonie Anaflystos, gdzie znajdował się cmentarz rodowy.

## Świętokradztwo i wygnanie
Pierwszym historycznym przedstawicielem tego rodu był Megakles, jeden z archontów 632/631 roku. Odegrał wiodącą rolę w pokonaniu Kylona, który usiłował przejąć władzę w Atenach. Doszło wówczas do dramatycznych wydarzeń – zwolennicy Kylona, oblężeni na Akropolu i pozbawieni żywności oraz wody, poddali się, gdy Megakles obiecał zachowanie ich przy życiu. Nie dotrzymał jednak słowa, kapitulujący zostali pojmani, a następnie straceni, przy czym część z nich zabito, gdy próbowali schronić się przy posągu Ateny lub ołtarzu Eumenid.
Wydarzenie to zostało wykorzystane przeciw Alkmeonidom. W końcu VII wieku ich przeciwnicy (zapewne niegdysiejsi poplecznicy Kylona), być może dążąc do ograniczenia rosnących wpływów rodu, wysunęli przeciw nim oskarżenie o świętokradztwo, którego dopuścili się zabijając ludzi w miejscach poświęconych bogom i gwałcąc związane z nimi prawo azylu. Prawdopodobnie do postawienia sprawy przed sądem doprowadził Solon, chcąc w ten sposób rozwiązać sprawę, grożącą zamieszkami. Specjalny trybunał, złożony z 300 obywateli, uznał Alkmeonidów za winnych i skazał członków rodu na wygnanie. Ukarano także już zmarłych, których szczątki zostały ekshumowane i usunięte poza granice Attyki. Pamięć o tych wydarzeniach przetrwała w Atenach przez wiele pokoleń, uznawano, że członkowie tego rodu byli obciążeni dziedziczną klątwą za czyn archonta.

## Pozycja po powrocie
Nie wiadomo dokładnie, kiedy Alkmeonidzi uzyskali prawo powrotu. Nie objęła ich amnestia ogłoszona przez Solona przed rozpoczęciem reform, więc być może miało to miejsce po jego wyjeździe z Aten. Szybko wrócili do odgrywania ważnej roli politycznej. Syn Megaklesa, Alkmeon, który podobno przyjaźnił się z Krezusem, królem Lidii, dowodził ateńskim kontyngentem podczas I wojny świętej, także w trakcie zdobycia Krissy. Jego zaprzęg zwyciężył podczas jednych z igrzysk olimpijskich (w 592?). Syn Alkmeona, Megakles, poślubił Agariste, córkę Klejstenesa, tyrana Sykionu.

## Za czasów tyranii Pizystratydów

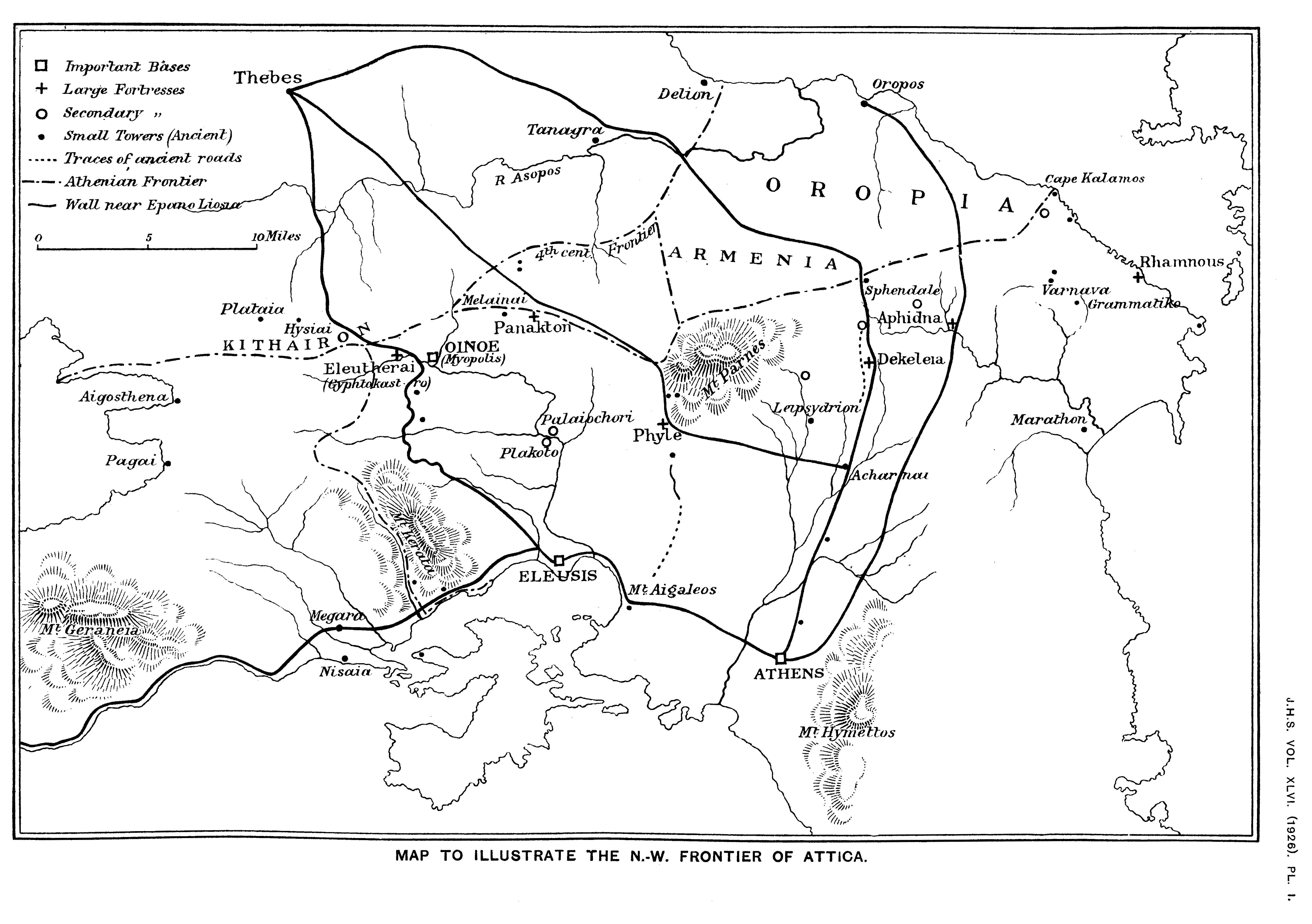
Nowożytna mapa części Attyki, z zaznaczonym położeniem Lejpsydrionu (na północ od Aten)

W okresie rządów Pizystratydów Alkmeonidzi występowali przeciwko nim i tyranii w Atenach. Nie zawsze jednak postępowali w ten sposób, wybierali także współpracę z Pizystratem i otrzymywali od niego urzędy, lecz niezadowolenie z pozycji, jaką im przeznaczał w rządzonych przez siebie Atenach, prowadziła do kolejnych zbrojnych wystąpień. Megakles, syn Alkmeona, przewodził stronnictwu „mieszkańców wybrzeża” i w porozumieniu z rodem Eteobutadów doprowadził do wygnania tyrana. Gdy jednak poróżnił się z dotychczasowymi sprzymierzeńcami, umożliwił mu powrót, co prawda krótkotrwały, bowiem szybko doszło między nimi do konfliktu.
Niechęć do Pizystrata, który ostatecznie powrócił do władzy w Atenach, tłumaczy się zadawnioną zawiścią, niewykluczone, że któryś z Alkmeonidów sam miał ambicję, by samodzielnie przejąć władzę nad polis. Skazywani na wygnanie, wciąż wywierali istotny wpływ na życie w Attyce, ponieważ zapewne zachowali swoje majątki ziemskie, podobnie jak inne rody eupatrydów, których posiadłości Pizystrat nie skonfiskował. Być może nie wszyscy Alkmeonidzi byli zmuszeni przez niego do opuszczenia kraju. W każdym razie wygnańcy z tego rodu kilkukrotnie podejmowali próby powrotu i obalenia tyranii. Schronili się w Delfach, gdzie starali się zgromadzić wokół siebie wszystkich przeciwników tyrana. Zyskali poparcie kapłanów z tego sanktuarium, prawdopodobnie ze względu na przeprowadzenie odbudowy tamtejszej świątyni Apolla, którą upiększyli marmurem. Na pograniczu Attyki, w Lejpsydrionie na Parnasie, wznieśli twierdzę, mającą służyć jako punkt wypadowy, lecz ponieśli klęskę i zostali stamtąd przepędzeni.
Synowie Pizystrata odwołali z wygnanie niektórych członków wrogich im rodów, wśród których znalazł się Alkmeonida Klejstenes, syn Megaklesa, pełniący w 525/524 roku urząd archonta eponymosa. Najwyraźniej nie udało się utrzymać osiągniętego w ten sposób porozumienia i niedługo potem Klejstenes musiał udać się na wygnanie do Delf. Najprawdopodobniej Alkmeonidzi pod jego przywództwem stali się inspiratorami interwencji Sparty w Atenach, do której zachęcać Spartan mogli również kapłani delficcy. Wyprawa z 511/510 roku zakończyła się obaleniem tyranii i wygnaniem Hippiasza Pizystratydy.

## Pozycja w końcu VI i w V wieku

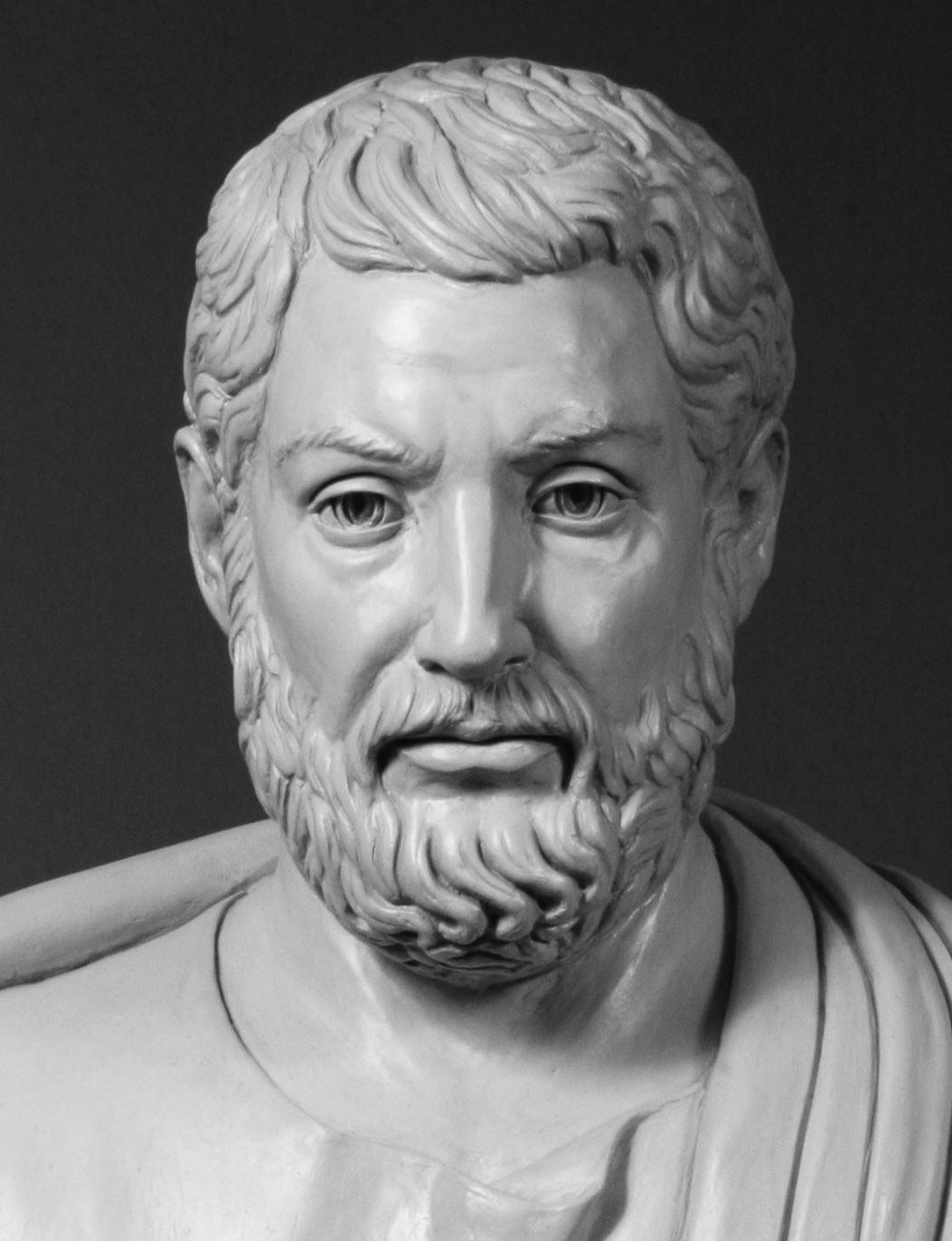
Klejstenes, ważny ateński polityk z rodu Alkmeonidów (fragment rzeźby z XXI w. n.e.)

W nowej sytuacji politycznej, podczas kolejnych arystokratycznych sporów, Alkmeonidzi, być może przypisujący sobie ponad miarę całą zasługę w zmianie ustroju i pomniejszający rolę innych rodów oraz ludu, zostali odsunięci od władzy. Klejstenes musiał rywalizować o pozycję z Isagorasem, prawdopodobnie z rodu Filaidów, który pozyskał poparcie Spartan i wezwał ich na pomoc. Spartański król Kleomenes, by wyeliminować Alkmeonidów wykorzystał pretekst religijny: zażądał, by obciążony zmazą ród opuścił Ateny. Klejestenes tak postąpił, zaś wraz z nim jego zwolennicy, łącznie siedemset rodzin. Jednak niedługo potem wygnańcy powrócili, bowiem próba wprowadzenia przez Spartę oligarchii spotkała się z oporem Ateńczyków i zakończyła się niepowodzeniem. Ród Klejstnensa krwawo rozprawił się z osamotnionymi przeciwnikami, zaś on sam zainicjował reformy, które stały się podstawą ateńskiej demokracji. Możliwe że po ich wprowadzeniu Alkmeonidzi osiągnęli największe wpływy. Jednak interpretacje, w myśl których poparli reformy jedynie dla osiągnięcia doraźnych korzyści politycznych, budzą zastrzeżenia. Jeżeli faktycznie Alkmeonidzi mieli takie plany, to brak wzmianek o dalszej działalności Klejstenesa i niechęć obywateli do nich w późniejszych czasach, może wskazywać na to, że zakończyły się fiaskiem.
W ciągu następnych lat ród rywalizował z Filaidami, być może konflikt między nimi sięgały czasów jeszcze przed tyranią Pizystratydów. Zapewne dla wzmocnienia swojej pozycji zawarł porozumienie z Buzygami, o czym może świadczyć małżeństwo Ksantipposa Buzygi z Agariste z Alkemonidów. W 493 lub 492 roku Ksantippos oskarżył Miltiadesa Filaidę o tyranię podczas rządów na Chersonezie Trackim. Wystąpienie to zakończyło się niepowodzeniem i osłabiło pozycję rodu.
Podczas najazdu perskiego Alkmeodnidzi byli bardzo niepopularni w Atenach. Posądzano ich o sprzyjanie Persom, być może źródłem takich ocen było zainicjowanie przez Klejstenesa wysłania poselstwa ateńskiego z prośbą o pomoc do satrapy Artafernesa w 507 roku. Wedle przekazu Herodota, w Atenach powszechnie uważano, że członkowie tego rodu dawali z miasta (lub innego miejsca w głębi lądu) sygnały nieprzyjacielowi podczas bitwy pod Maratonem, posługując się tarczą. Znaki te Persowie dostrzegli już po zaokrętowaniu i miały ich skłonić do próby zajęcia miasta od strony morza.

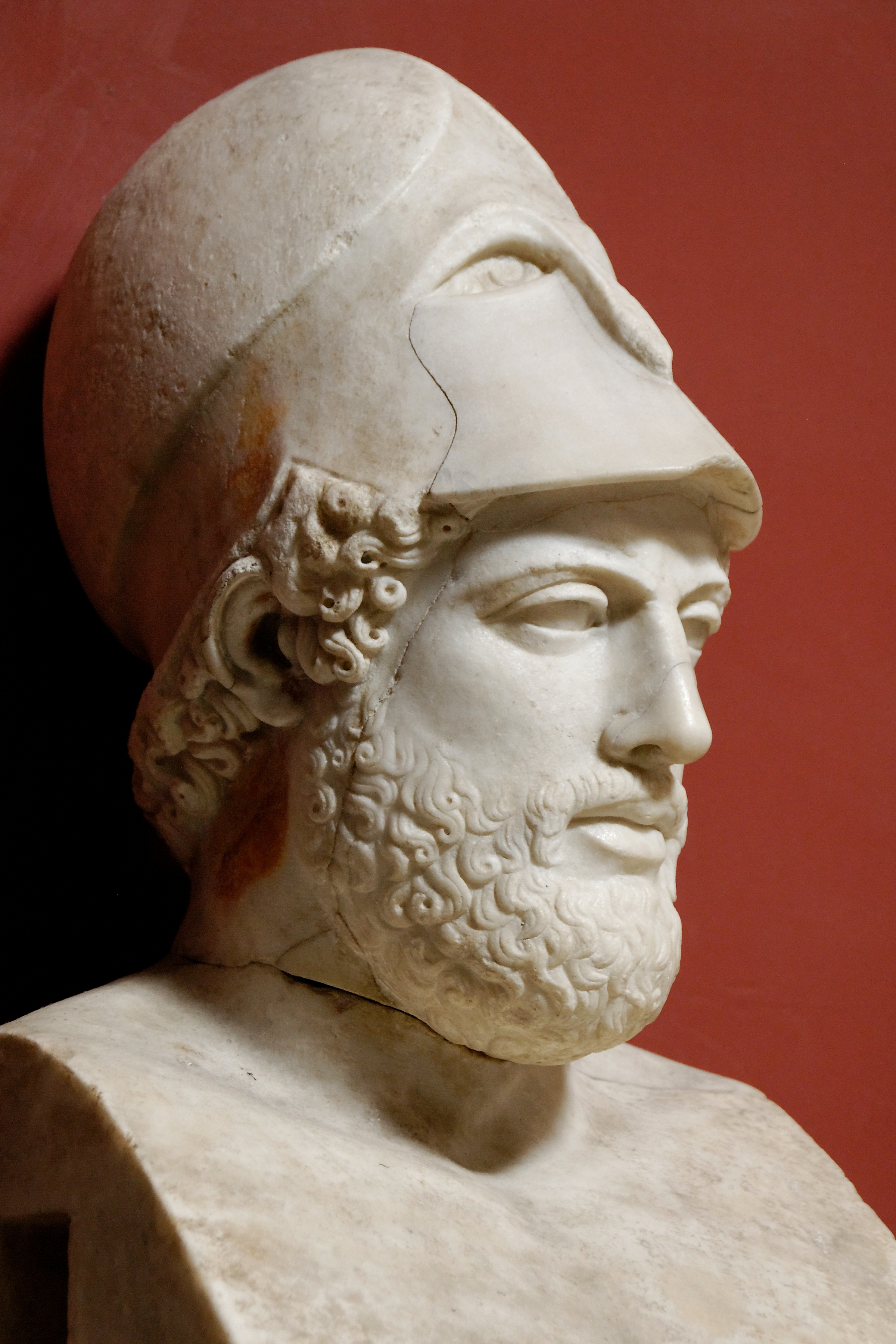
Perykles, po kądzieli Alkmeonida (starożytna rzymska kopia greckiej rzeźby)

Jakkolwiek Herodot zaprzeczał temu, by ród faktycznie miał coś wspólnego z tym czynem, przedstawiając jego linię obrony, to relacja z Dziejów stała się podstawą formułowania sądów, że w 490 roku utrzymywał tajne kontakty z Hippiaszem, którego zamierzali przywrócić do władzy Persowie. Alkmeonidzi mieli poddać im miasto, po dokonaniu przewrotu. Z tymi planami wiąże się sygnały dawane tarczą, być może jednak oznaczały, że próba opanowania Aten zakończyła się niepowodzeniem lub dotyczyły tempa zbliżania się armii spartańskiej, maszerującej na pomoc Ateńczykom.
Możliwe jednak, że posądzenia o sprzyjanie Persom były częścią rozgrywek politycznych, w które ród był przez cały czas zaangażowany. Po klęsce wyprawy na Paros, Ksantippos wystąpił przed eklezją z oskarżeniem przeciw Militiadesowi o „oszukanie ludu”, zapewne zmierzając do wyeliminowania popularnego przeciwnika, który ostatecznie został uznany winnym i skazany na zapłacenie grzywny w wysokości 50 talentów. Jednak w następnych latach to sami Alkmeonidzi stali się celem podobnych posunięć, uzasadnianych ich domniemaną współpracą z Persami i sympatią wobec Hippiasza. Wskutek tego w 487 roku ostracyzmowano Megaklesa, syna Hippokratesa i bratanka Klejstenesa, zaś w 486/485 ten sam los spotkał Ksantipposa (powrócił na mocy amnestii ogłoszonej przed bitwą pod Salaminą). Zdradę zarzucano także innemu Alkmeonidzie, Kalliksenesowi, synowi Aristonymosa. W nim upatruje się przywódcę spisku z 490 roku, którego uczestnikiem miał być także Megakles. 
W ciągu następnych lat Alkmeonidzi być może zmienili tradycyjny stosunek wobec Filaidów i początkowo popierali Kimona, syna Militiadesa, o czym może świadczyć jego małżeństwo Isodike z tego rodu, by następnie zmienić front i opowiedzieć się po stronie Peryklesa, syna Ksantipposa, po matce spokrewnionego z nimi. Niekiedy podaje się, że sam Perykles, mając na celu pozyskanie zaufania obywateli, stronił od członków rodu swej matki, którzy mieli być niechętnie postrzegani przez Ateńczyków, podejrzewających ich spiskowanie dla przejęcia władzy w polis.
Pokrewieństwo Peryklesa z Alkmeonidami próbowali wykorzystać Spartanie. Ich poselstwo, wysłane przed rozpoczęciem wojny peloponeskiej, zażądało usunięcia z Aten członków rodu obciążony dziedziczną klątwą, lecz spotkało się z odmową.
Ostatnim znanym przedstawicielem rodu w linii męskiej był Megakles, bratanek Klejstenesa. Spokrewniony z Alkmeonidami przez matkę, jak Perykles, był także Alkibiades.